# Dolmen de la Pierre Chaude

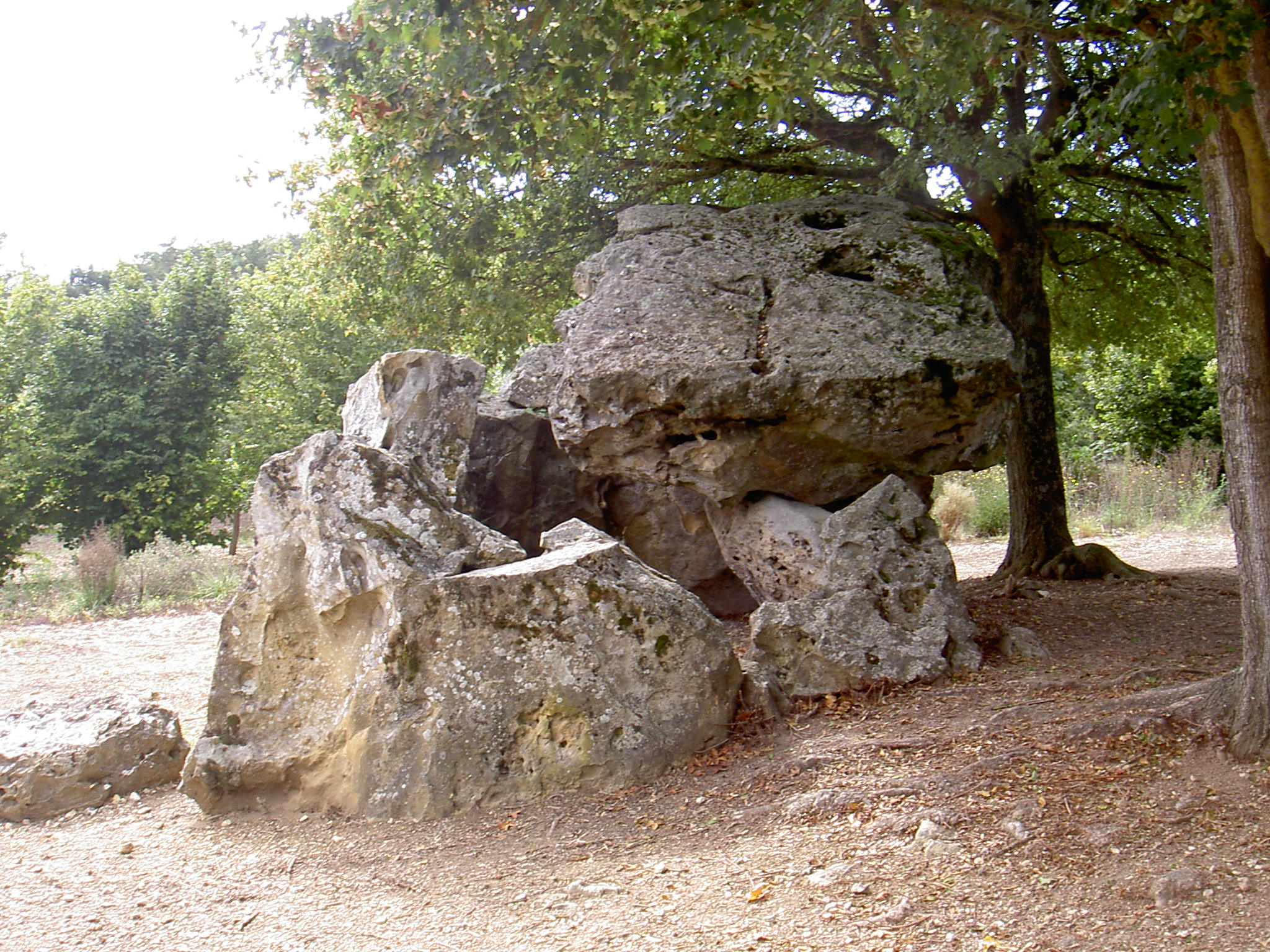
Dolmen de la Pierre Chaude

Der Dolmen de la Pierre Chaude (deutsch der heiße Stein) liegt zwischen der Straße D 100 und dem Fluss Brignon, beim Weiler Le Châtelier, in der Gemeinde Paulmy und 600 m östlich von Neuilly-le-Brignon in der Touraine im Département Indre-et-Loire in Frankreich. Der Dolmen von Cruz-Menquen im Norden von Carnac trägt den Beinamen „Pierre Chaude“. Dolmen ist in Frankreich der Oberbegriff für Megalithanlagen aller Art (siehe: Französische Nomenklatur).
Der Dolmen hatte eine vollständig umschlossene polygonale Kammer, bestehend aus sechs Orthostaten (fünf etwa in situ). Drei davon tragen noch den Rest des massiven Decksteins, der nach innen verkippt ist und schräg aufliegt.
Die Ausgrabung von 1887 ergab, menschliche und tierische Knochen, Asche, Holzkohle, Scherben und bearbeitete Steine; die auf das mittlere Neolithikum (um 3500 v. Chr.) datiert wurden.
Der Pierre Chaude ist aus Sandstein und misst etwa 2,0 × 2,4 × 2,7 m. Er gilt als Feensitz und Opferplatz der Druiden. Der Zugang im Osten könnte mit einem Gang verbunden gewesen sein, der jedoch ebenso wie der Hügel verschwunden ist.
Der Dolmen ist als Monument historique eingestuft.